# 大阪モノレール
大阪モノレール株式会社（おおさかモノレール）は、大阪府および兵庫県で大阪モノレール線（本線）および、国際文化公園都市モノレール線（彩都線）の2つの跨座式モノレールの路線を運営している大阪府出資の第三セクター会社である。本社は大阪府吹田市のモノレール車両基地内に所在する。
大阪モノレールの路線には、関西大手私鉄では阪急と京阪の路線のみが接続しているが、大阪モノレールの株主には路線接続のない近鉄の親会社近鉄グループホールディングスなども含まれている。また、JR西日本の路線とも接続する駅は存在しないが、本線の延伸計画では、JR学研都市線（片町線）や近鉄の奈良線との接続が予定されている。
社章は山口徽章製作所がデザインし、大阪の「O」と放射鉄道（LINE）を環状線（LOOP）で繋ぐ（LINK）といった複数の意味を込めた「L」を組み合わせウルトラマリンブルーの配色としている。
1998年に当時の営業距離21.2 kmが世界最長のモノレールとしてギネス世界記録に認められ、2007年には28.0 kmまで延長されたが、2011年に中国重慶市の重慶軌道交通が39.1 kmの新路線（重慶軌道交通3号線）を開業したため、世界最長ではなくなっている（現在は世界2位）。

## 歴史

### 事業の経緯
大阪都市圏は大阪市を中心として発展してきたため一点集中型の都市構造となっており、鉄軌道網についてもその都市構造を反映して放射状に形成整備されてきた経緯がある。都市圏の拡大発展に伴って、都心部では過度の集中による混雑、周辺地域では市街地の拡大による既存鉄道の不足という問題が発生した。このため、都心部の混雑緩和・都市業務地域の分散・周辺都市総合の公共輸送機関サービスの提供・自動車交通抑制に伴う代替交通機関の提供等、府下均衡ある発展を目指す環状鉄軌道の必要性が唱えられた。
1966年（昭和41年）8月、1970年（昭和45年）に開催される日本万国博覧会の輸送対策として、都心から放射状に伸びている国鉄（現・JR西日本）・私鉄9路線と接続し、これら沿線からの来場客の利便の向上とともに博覧会終了後も近畿圏整備に中核的機能を果たす鉄道建設の提案がなされた（万博輸送対策に関連する中央環状線鉄道建設の提案・佐伯構想）。当面は府道大阪中央環状線に沿って阪急千里線と国鉄関西本線との間、延長約26.1 kmを建設し、将来は堺市ならびに西宮市方面へ延長することが考えられた。
1967年（昭和42年）に策定された大阪府の大阪地方計画では、「府下の交通網は従来からの既成市街地を中心として主として放射状に整備されているが、都市整備の観点からも地域開発の観点からも環状路線および周辺地域間の交通路線に早急に整備する必要がある」とされた。
1971年（昭和46年）1月の大阪府企画室試案では、「都心部への過度集中を緩和し多核心的な都市構造の形成が必要である。このため東大阪を南北に貫き、北大阪、南大阪を東西で結ぶ「中央環状鉄道」の建設が有力な戦略となる。この環状鉄道には、モノレール等の新しい輸送方式を導入することを検討する。新しい駅周辺の開発により、鉄道の開発先導性を発揮する」とされた。

### 年表

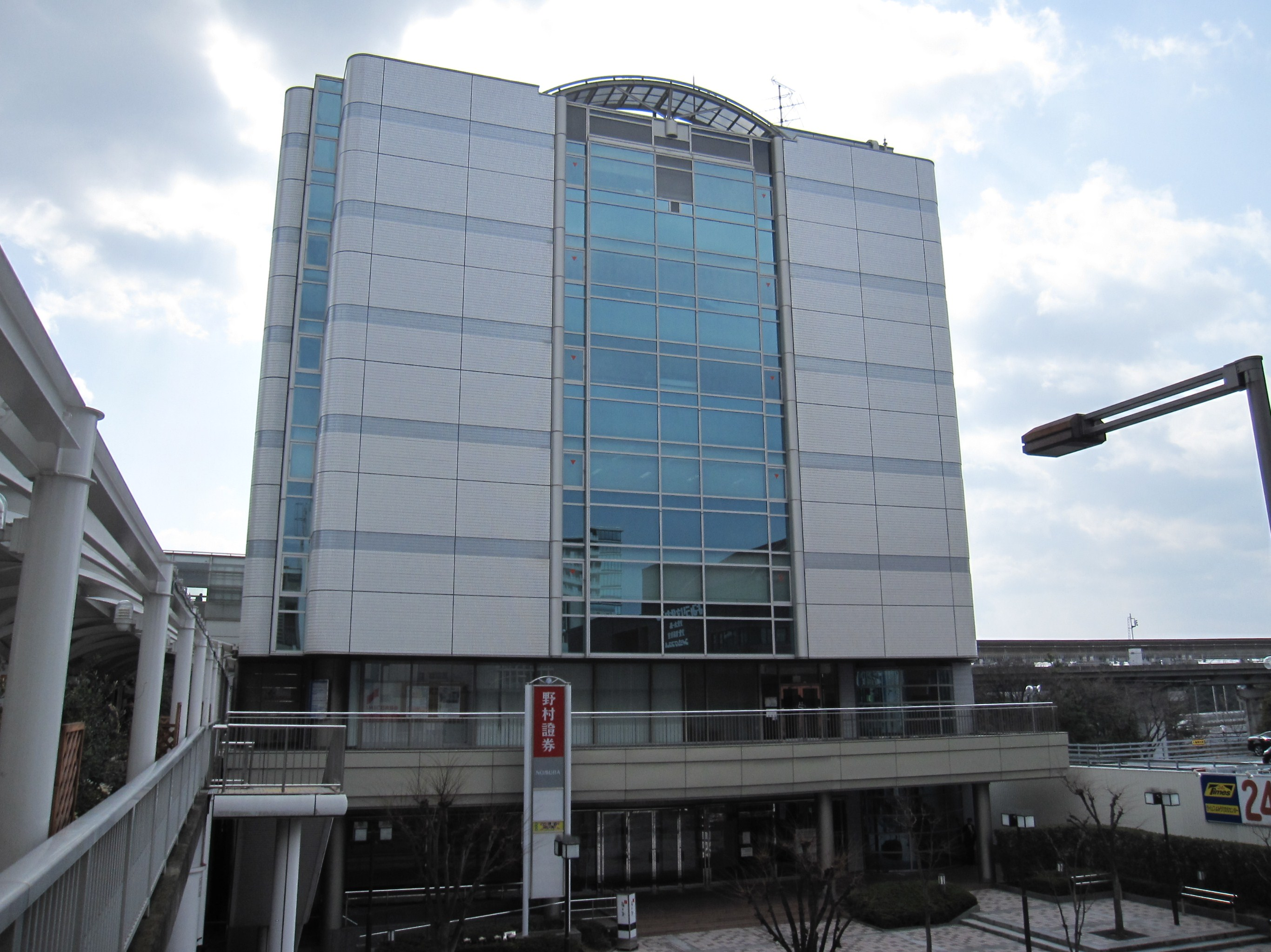
大阪モノレール千里中央ビル（旧本社所在地）

- 1980年（昭和55年）12月15日：大阪高速鉄道株式会社として設立[2]。
- 1982年（昭和57年）11月17日：大阪モノレール線 南茨木 - 千里中央間着工[11]。
- 1990年（平成2年）6月1日：大阪モノレール線 南茨木 - 千里中央間が開業[2][12]。
- 1991年（平成3年）7月25日：大阪モノレール線 南茨木 - 門真市間の工事の起工式が行われる[13]。
- 1994年（平成6年）9月30日：大阪モノレール線 柴原（現在の柴原阪大前） - 千里中央間が開業[2][14]。
- 1997年（平成9年）
  - 4月1日：大阪モノレール線 大阪空港 - 柴原間が開業[15]。同時に茨木駅を宇野辺駅へと駅名変更[2][15]。
  - 8月22日：大阪モノレール線 南茨木 - 門真市間が開業[2][15]。
- 1998年（平成10年）10月1日：国際文化公園都市モノレール線（彩都線）万博記念公園 - 阪大病院前間が開業[2]。
- 2006年（平成18年）2月1日：PiTaPa導入[2]。同時にICOCAも利用可能に。
- 2007年（平成19年）
  - 2月1日：通学定期券の割引率を50%から60%に拡大し値下げ。
  - 3月19日：国際文化公園都市モノレール線（彩都線）阪大病院前 - 彩都西間が開業[2][16]。全線で駅ナンバリング導入。
- 2013年（平成25年）3月23日：IC乗車カード全国相互利用開始で、Kitaca、PASMO、Suica、manaca、TOICA、nimoca、はやかけん、SUGOCAが利用可能になる。
- 2016年（平成28年）8月1日：本社を大阪府豊中市新千里東町1-1-5の千里中央ビルから現在地に移転[1]。
- 2017年（平成29年）4月1日：大阪モノレール各駅でICOCA、およびICOCA定期券の発売、ならびに阪急電鉄・北大阪急行電鉄などとのIC連絡定期の発売を開始[17][18][19]。
- 2019年（平成31年）3月21日：千里中央駅で可動式ホーム柵が稼働開始[20]。以後、順次各駅に導入[21][注釈 3]。
- 2020年（令和2年）6月1日：社名を大阪モノレール株式会社に変更[22]。
- 2023年（令和5年）1月28日：公園東口駅にて可動式ホーム柵稼働開始。これにより全駅に可動式ホーム柵の設置が完了した[23]。

## 路線
以下の2路線を営業している。
- 大阪モノレール線（本線） : 大阪空港駅 - 門真市駅 21.2 km
- 国際文化公園都市モノレール線（彩都線） : 万博記念公園駅 - 彩都西駅 6.8 km

2004年には近畿地方交通審議会から「京阪神圏において、中長期的に望まれる鉄道ネットワークを構成する新たな路線」として大阪モノレール線の門真市 - 鴻池新田 - 荒本 - 瓜生堂（東大阪市・近鉄奈良線との交点付近）間 (8.7 km) 延伸が答申に示されている。この答申の区間については永らく動きがなかったものの、2013年4月に当時の大阪府知事 松井一郎が「2001年度から続く黒字経営を府民に還元するべき」として事業化に向けたルート等検討業務の開始を関係各部局に指示した。2018年7月11日、国土交通大臣宛に門真市 - 瓜生堂間の軌道運輸事業の特許が申請され、2019年3月19日に申請通り特許された。当初は2029年の開業を予定していたが、2023年にボーリング調査をした結果、終点の瓜生堂駅付近の地盤が想定より軟弱であることから、駅舎の工法の見直しが必要となり、その影響で2033年頃に延期されることになった。また、工法の見直しによって事業費は約650億円増加される見込みである（「大阪モノレール本線#延伸計画」も参照）。
彩都線は万博記念公園 - 阪大病院前間 2.6 kmが1998年10月1日、阪大病院前 - 彩都西間 4.2 kmが2007年3月19日に開業し、それより先の（仮称）東センターまでの区間が、国際文化公園都市（彩都）の開発の進展に応じて整備される予定であったが、2017年1月に採算が取れないとして延伸断念が決定された（「大阪モノレール彩都線#延伸計画」も参照）。
最急勾配は50パーミル（複数個所にある）。最急曲線は蛍池駅 - 柴原阪大前駅間の半径100メートルとなっている。
|  |  |  |

## 車両
どの車両もすべての線区の運用に入っている。2007年3月19日の国際文化公園都市モノレール線（彩都線）の延伸後、彩都線列車が定期運用で大阪モノレール線（本線）千里中央駅まで乗り入れするようになったが、その後本線の各駅で本線方面の乗客が誤って彩都線の列車に乗車する例があり、2007年7月頃から側面方向幕が設置されていない編成は、誤乗防止策として彩都線の運用にはできるだけ入らないようになっていた。その後全車に側面方向幕の設置が完了したため、再びどの編成もすべての線区の運用に入っている。4桁の車番の下2桁が編成番号となっており、2009年から先頭車両に車番とは別に編成番号が貼付されている。
- 現有車両
  - 1000系
  - 2000系
  - 3000系

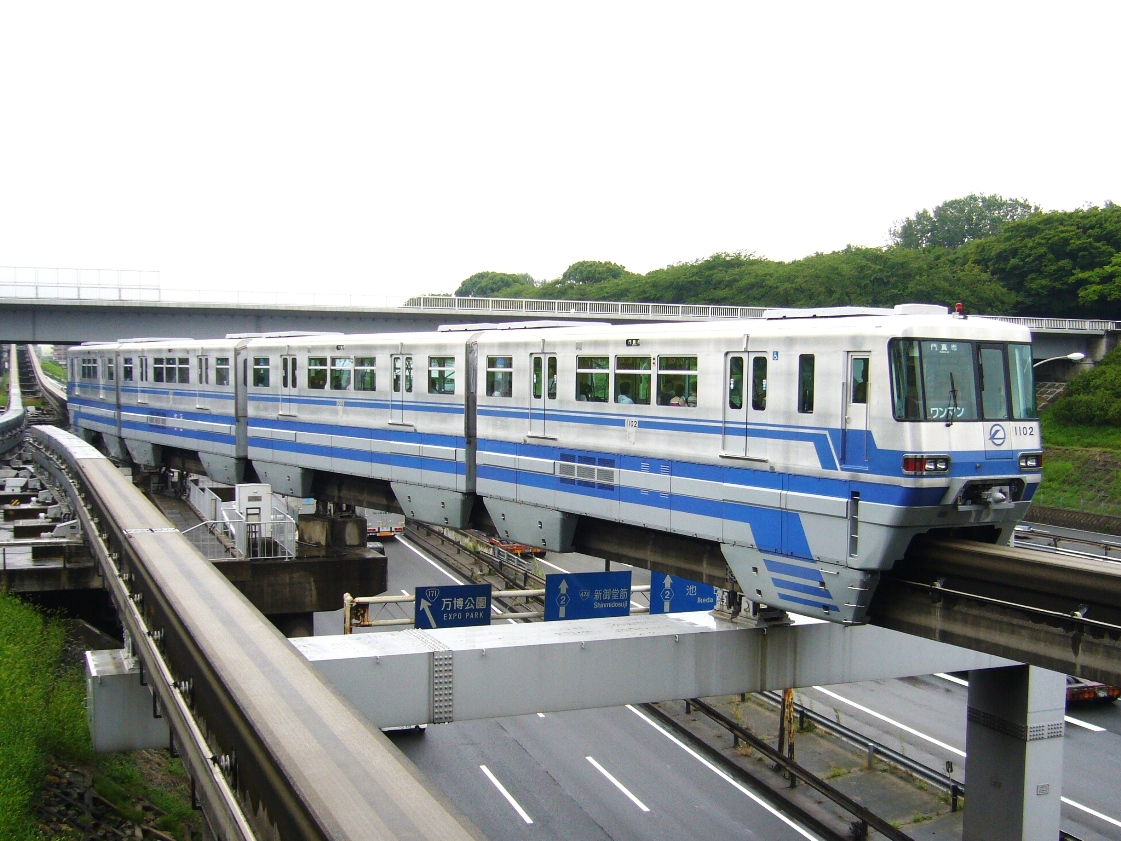
1000系（初期車・側面方向幕設置済、万博記念公園駅付近）
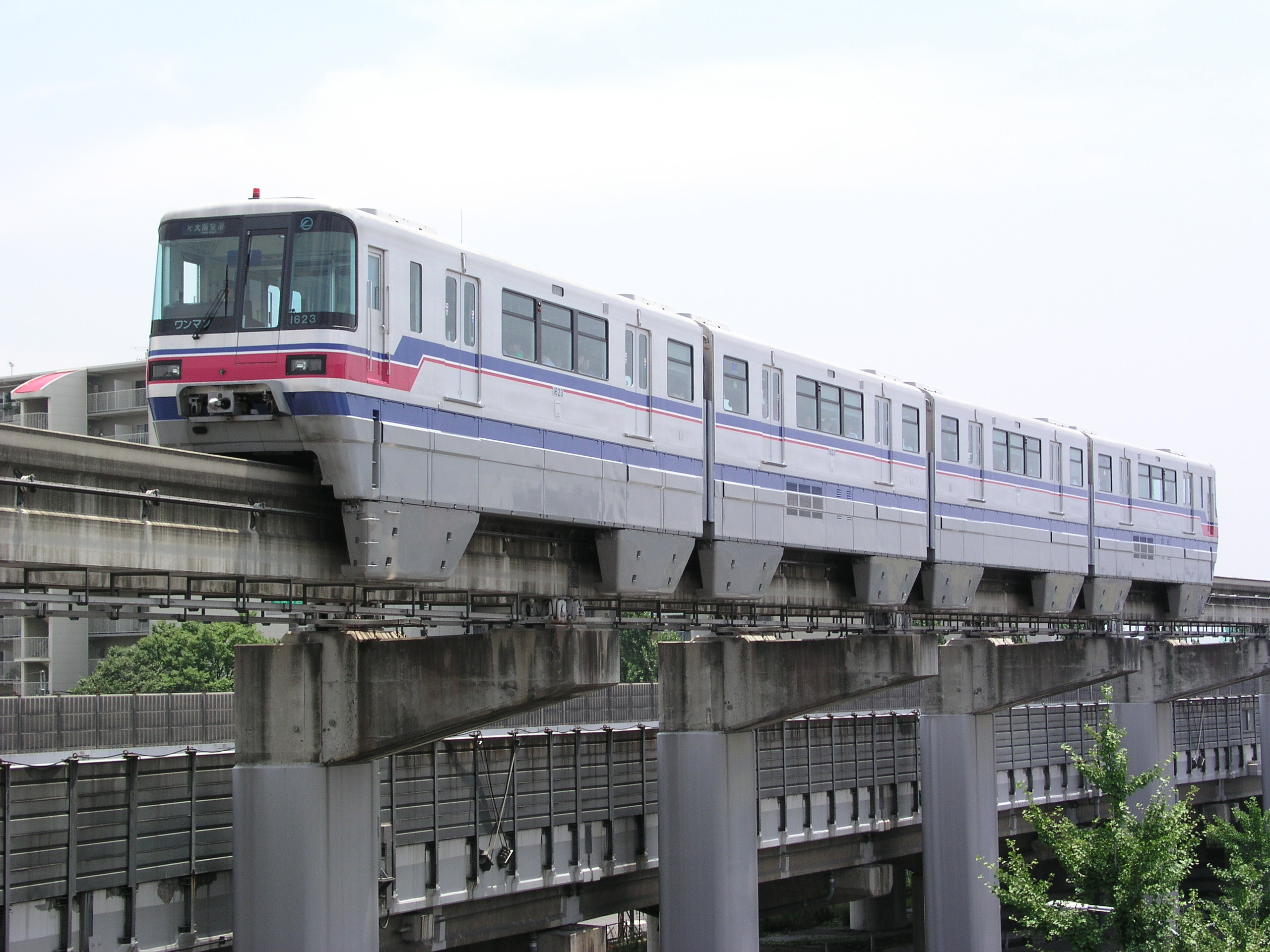
1000系（後期車、南茨木駅付近）
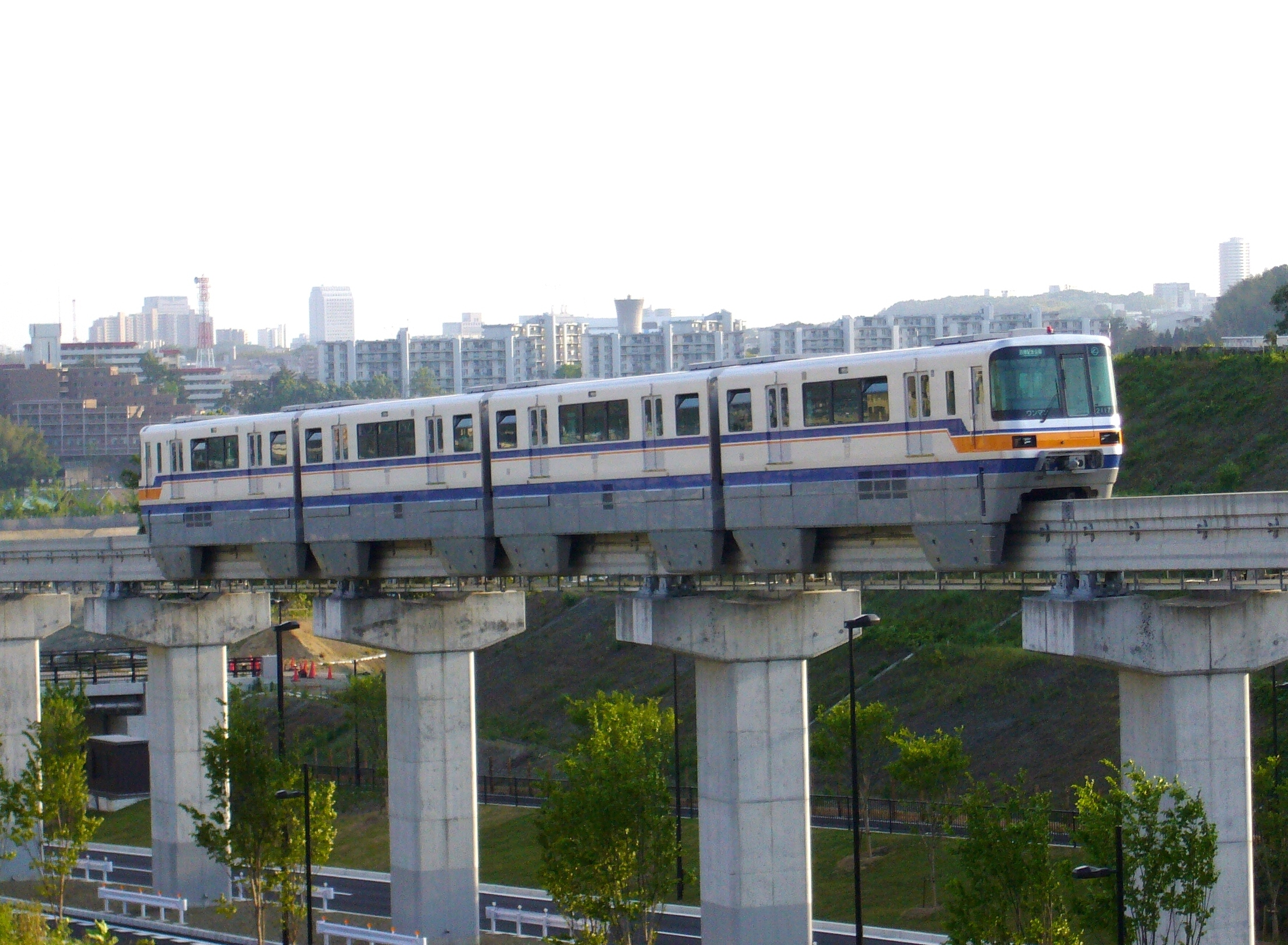
2000系（イエローライン、彩都西駅付近）
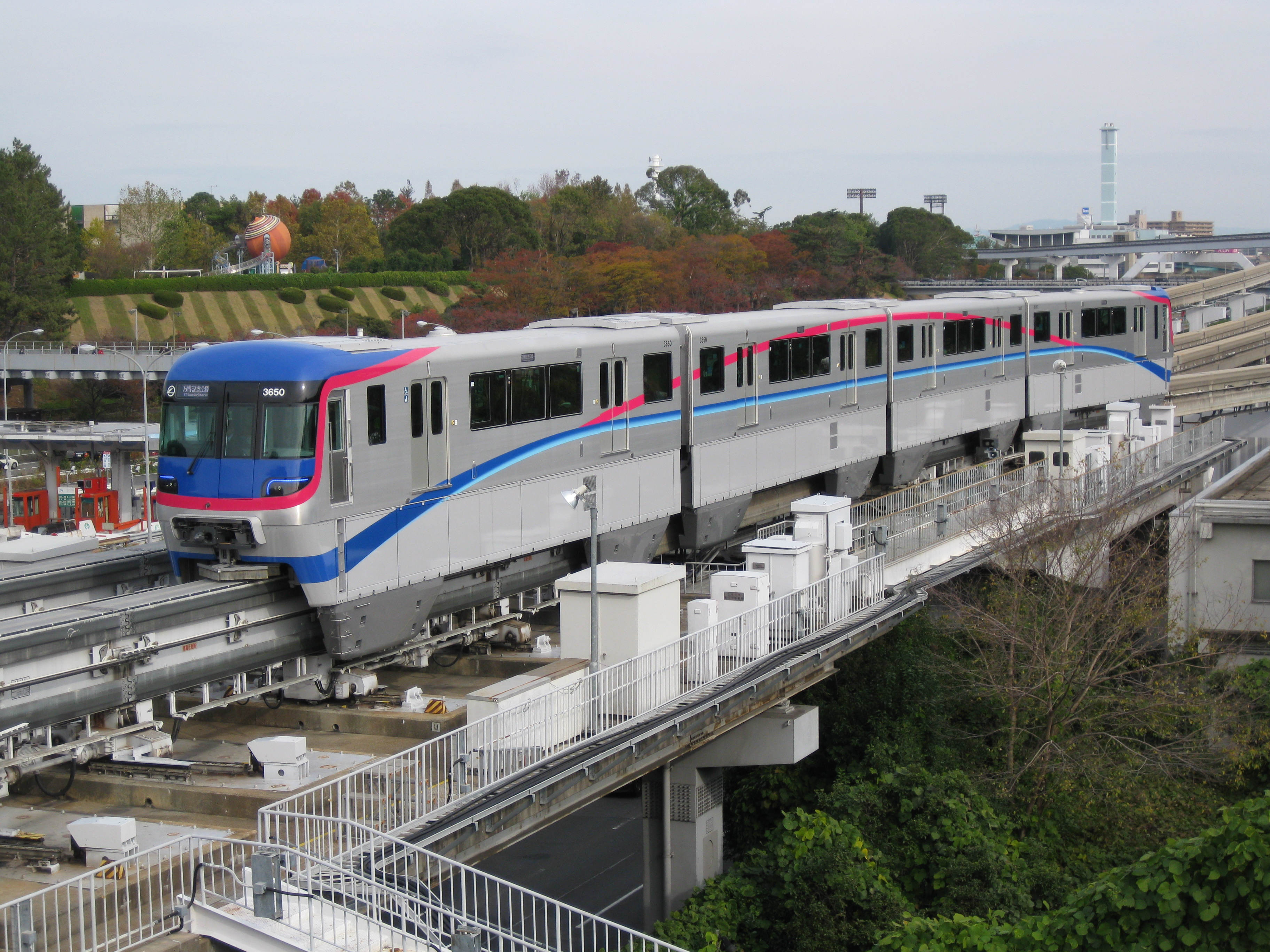
3000系（万博記念公園駅付近）
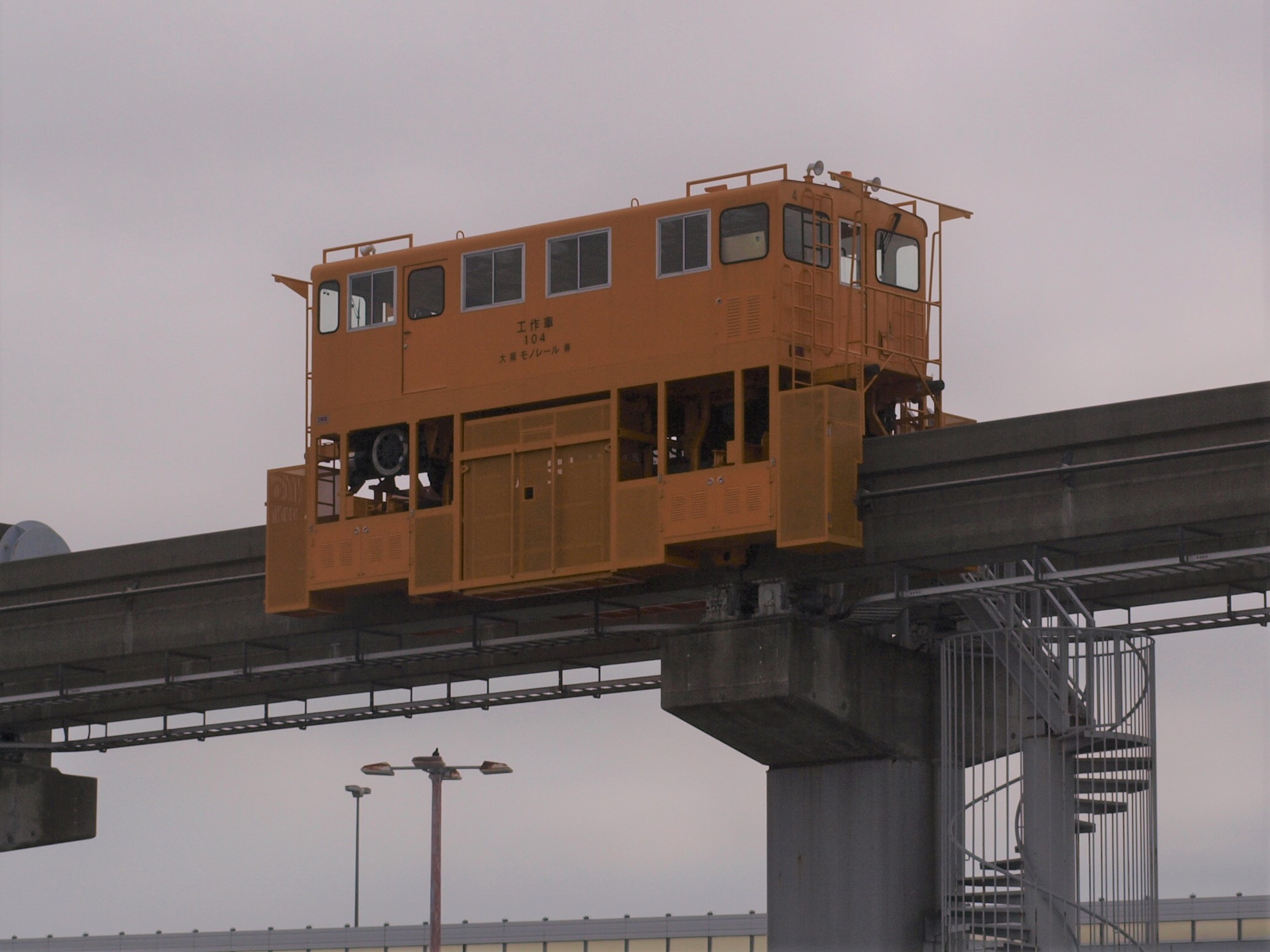
保守作業に使用される工作車（大阪空港駅付近）

## 運賃
大人普通旅客運賃（小児半額・10円未満切り上げ）。2019年10月1日改定。
| キロ程         | 運賃（円） |
| -------------- | ---------- |
| 初乗り1 - 2 km | 200        |
| 3 - 4          | 250        |
| 5 - 6          | 290        |
| 7 - 8          | 340        |
| 9 - 10         | 380        |
| 11 - 12        | 410        |
| 13 - 14        | 440        |
| 15 - 16        | 470        |
| 17 - 18        | 500        |
| 19 - 20        | 500        |
| 21 - 22        | 500        |

全駅でPiTaPaやICOCAなどの交通系ICカードが利用できる。PiTaPaは利用回数割引と区間指定割引が利用できる。IC定期券サービスは2017年4月1日からICOCAで提供を開始した。
「モノカード」などのスルッとKANSAIカードは2018年1月31日をもってモノレール各駅の改札機での利用を終了した。スルッとKANSAIカードに印字されていた符号はOMであった。また、自社で発行していたプリペイドカード「金額カード」も、2018年3月現在取り扱いを終了している。
通年発売の一日乗車券の設定は無いが、休日ダイヤの運行日に使用できる「休日満喫1dayモバイルチケット」（大人700円・小児300円）や、平日の日中時間帯に限り使用できる「オフピークモバイルチケット」（大人600円・小児用なし）を、ジョルダン乗換案内アプリ上で発売している（改札窓口での発売はなし）。2021年末まではガンバ大阪ホームゲーム開催日に限り、観戦チケットを提示することで購入できる「ガンバ大阪 1day乗車券」（大人600円・小児用なし）を、2023年春までは第三土曜日に限り利用でき、有効日の1週間前から前日までに購入できる「モノレール沿線ぶらり1dayチケット」（大人600円・小児200円）をそれぞれ発売していたが、いずれも現在は販売を終了している。また、「スルッとKANSAI 3dayチケット」（加盟各社の交通機関に発売日から3日間乗り放題）を、期間限定でモノレール各駅で販売していたが、2016年の『秋の3dayチケット』を最後に、加盟各社と共に販売を終了した。
定期券発売所は蛍池・千里中央・南茨木・門真市の各駅に設置されている。なお、2008年11月11日より各駅に設置されているピンク色の自動券売機で、継続定期券及び有効期限が過ぎた定期券を使った旧券と同区間の新規定期券の発売を開始した。

### 障害者割引
身体障害者・知的障害者に対し以下の割引がある。
| 対象                           | 種別   | 区分   | 条件   | 条件   | 普通券 | 回数券 | 定期券 |
| ------------------------------ | ------ | ------ | ------ | ------ | ------ | ------ | ------ |
| 身体障害者手帳 療育手帳 所持者 | 第一種 | 大人   | 単独   | 単独   | -      | -      | -      |
| 身体障害者手帳 療育手帳 所持者 | 第一種 | 大人   | 介護付 | 本人   | 5割引  | 5割引  | 5割引  |
| 身体障害者手帳 療育手帳 所持者 | 第一種 | 大人   | 介護付 | 介護者 | 5割引  | 5割引  | 5割引  |
| 身体障害者手帳 療育手帳 所持者 | 第一種 | 小児   | 単独   | 単独   | -      | -      | -      |
| 身体障害者手帳 療育手帳 所持者 | 第一種 | 小児   | 介護付 | 小学生 | 5割引  | 5割引  | 無割引 |
| 身体障害者手帳 療育手帳 所持者 | 第一種 | 小児   | 介護付 | 乳幼児 | 無料   | 無料   | 無料   |
| 身体障害者手帳 療育手帳 所持者 | 第一種 | 小児   | 介護付 | 介護者 | 5割引  | 5割引  | 5割引  |
| 身体障害者手帳 療育手帳 所持者 | 第二種 | 大人   | 単独   | 単独   | -      | -      | -      |
| 身体障害者手帳 療育手帳 所持者 | 第二種 | 小児   | 単独   | 単独   | -      | -      | -      |
| 身体障害者手帳 療育手帳 所持者 | 第二種 | 小児   | 単独   | 単独   | -      | -      | -      |
| 身体障害者手帳 療育手帳 所持者 | 第二種 | 介護付 | 小学生 | -      | -      | 無割引 |        |
| 身体障害者手帳 療育手帳 所持者 | 第二種 | 介護付 | 乳幼児 | -      | -      | 無料   |        |
| 身体障害者手帳 療育手帳 所持者 | 第二種 | 介護付 | 介護者 | -      | -      | 5割引  |        |

## 駅内設備

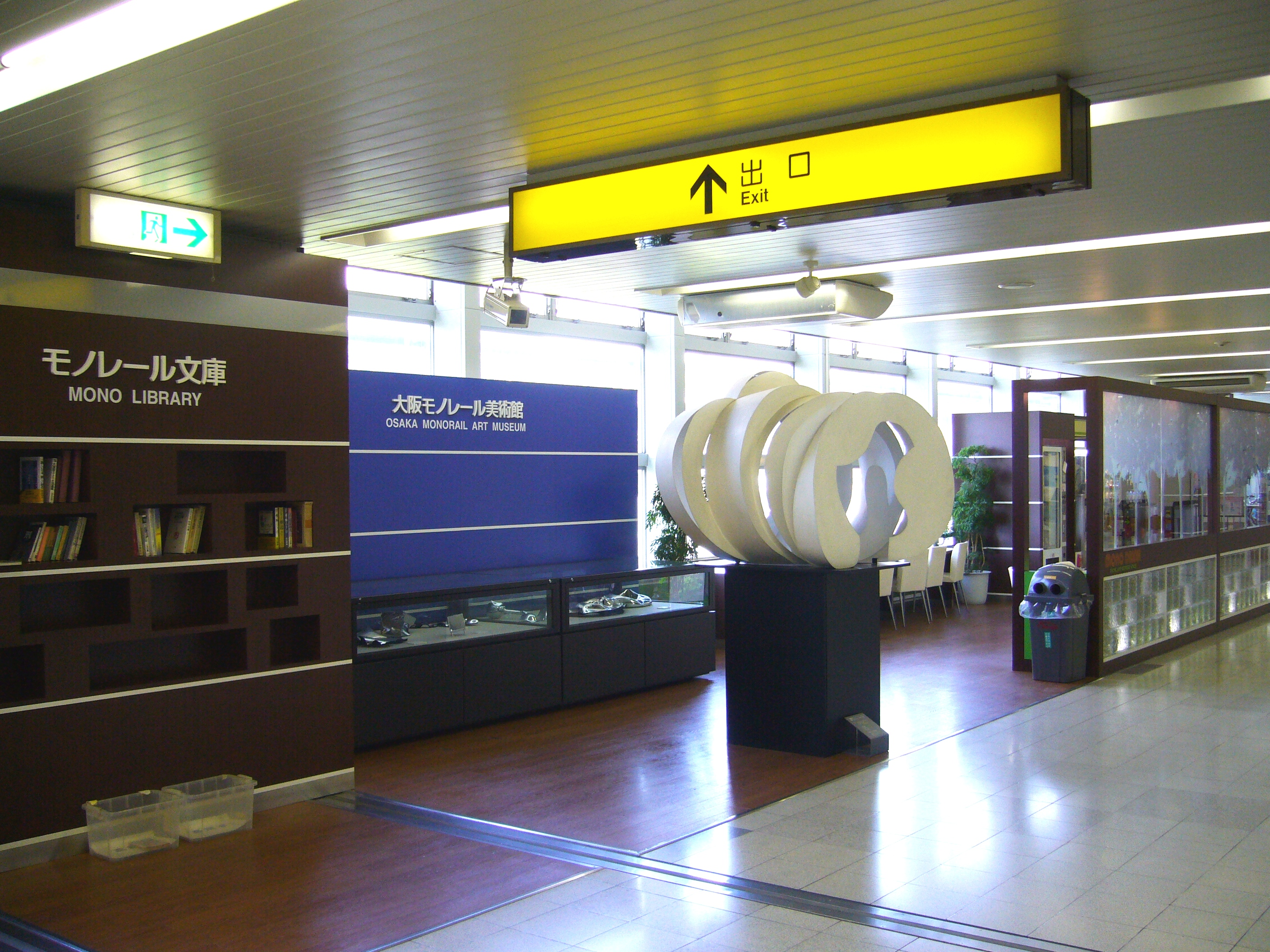
阪大病院前駅コンコースに設置された諸施設

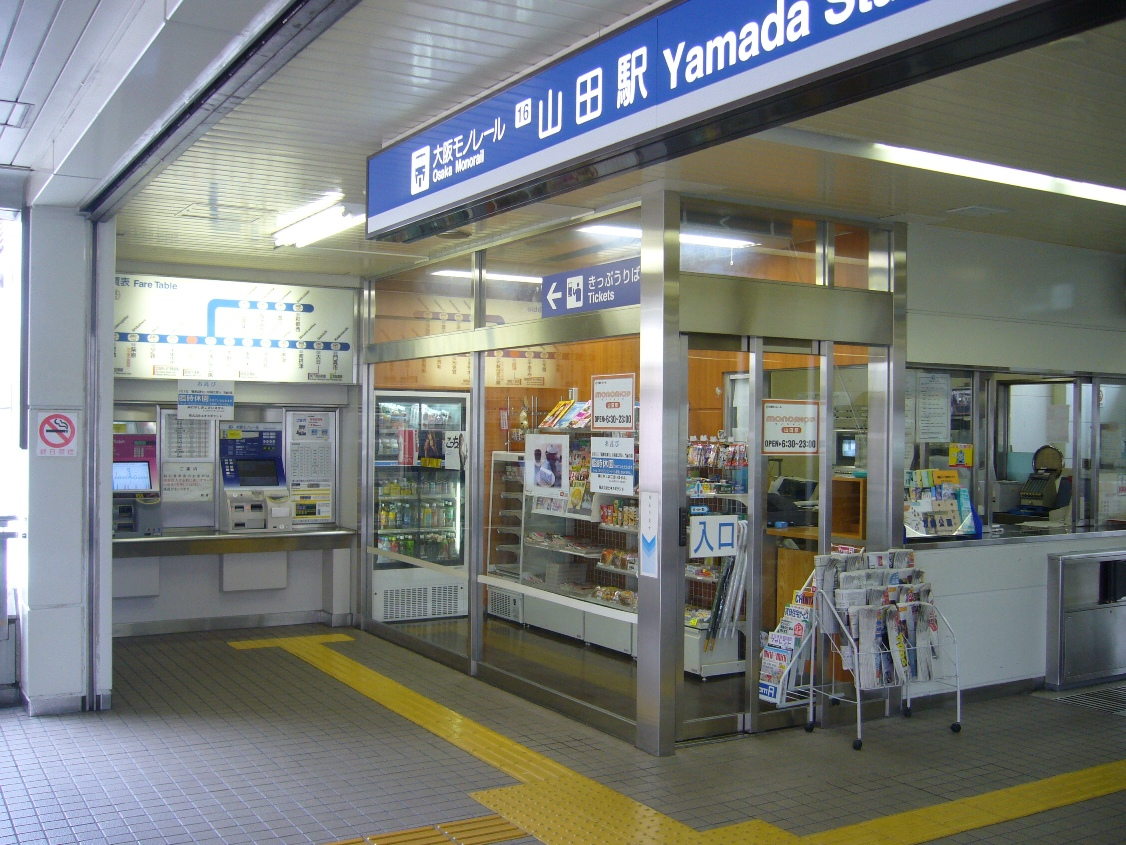
山田駅のモノショップ

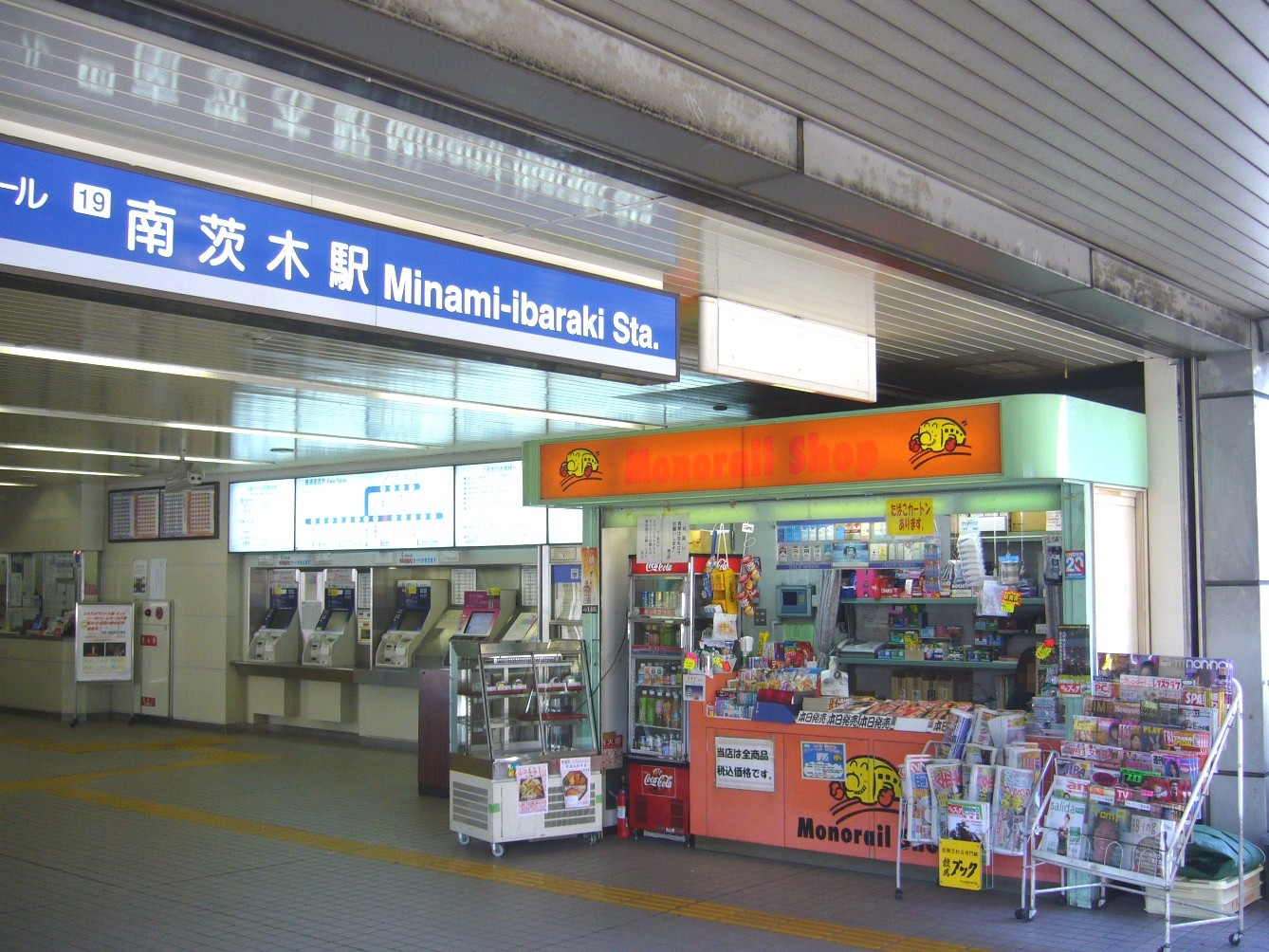
南茨木駅にあった「モノレールショップ」

各駅の構内には、大阪府現代美術コレクションの中からいくつかの作品を展示する大阪モノレール美術館がある。豊川駅および彩都西駅を除く、各駅の改札内に設置されている（大阪空港駅は、改札外に設置）。なお、豊川駅および彩都西駅にも、順次展示される予定になっている。また、本の貸出・返却の手続きが不要で、何冊でも借りることができる「モノレール文庫」が各駅に設置されている（後述）。大阪空港駅以外の駅には、レンタサイクルがあり、一日200円で利用できる。豊川駅以外の改札内コンコースには「モノドリンク」と名づけられた椅子とテーブルを備えた飲料自動販売機コーナーがある。
駅構内のコンビニエンスストアや売店は、子会社の大阪モノレールサービス株式会社によって運営されている。千里中央駅と門真市駅のコンビニエンスストアは「生活彩家 モノウェル」という名称で、2011年4月に生活彩家にフランチャイズ加盟し、2015年11月にはセブン-イレブンに加盟しなおしている。生活彩家にフランチャイズ加盟する前は単に「モノウェル」という名称であった。2015年11月には万博記念公園駅にもセブン-イレブンが、たこ焼きの道頓堀くくるとの一体型店舗を開業している。
また、以前は以下の駅に改札口と一体型の小型売店が設置されており、「モノショップ」という名称で、改札口係員が販売を担当していた。なお、モノショップはキヨスク形式ではなく、ドアから店内に入るウォークイン形式である。これは何かの事情で改札口係員が全員改札口を離れる時に、売店を閉鎖できるようにするためであった。ただし、最初に設置された少路駅のモノショップにだけはドアがなかったが、2009年1月下旬に他の駅のモノショップと同様のウォークイン形式となった。2018年にすべて閉店となった。
モノショップ設置駅
- 本線
  - 少路駅
  - 山田駅
  - 沢良宜駅
  - 摂津駅
  - 南摂津駅

- 彩都線
  - 阪大病院前駅
  - 彩都西駅

南茨木駅には「モノレールショップ」という名称の大阪モノレール唯一のキヨスク形式の売店があった。しかし、すぐ隣の阪急電鉄の駅コンビニエンスストアアズナスや駅売店ラガールショップと競合することもあり、2008年1月31日限りで閉店した。そのあとには「モノベーカリー」という名称のパンの店が開業したが、これも2011年11月末で閉店した。大日駅には2階改札口にモノショップが短い期間併設されていたが、2008年10月に閉店した。
千里中央駅など構内スペースにゆとりのある駅や、蛍池駅のように改札を出てすぐにスペースのある駅では、臨時のイベント型店舗が開店し、シュウマイ、菓子パン類、和菓子類のほか、平日朝の通勤時間帯にはお弁当が販売されることもある。
一部の売店非設置駅では、改札で新聞のみの販売を行っている駅がある。

### モノレール文庫
各駅に壁面に常設された私設図書館「モノレール文庫」がある。乗客が読まなくなった書籍を寄贈するもので、手続きや返却期限なしに自由に借りることができる。
2022年には大阪府立中央図書館が200冊の本を寄贈した。

### テレワーキングボックス
2023年から、人ひとりが入れて座れる箱型のテレワーキングボックス「CHATBOX」が設置された。設置は大阪空港駅、蛍池駅、千里中央駅（以上、大阪府豊中市）、南茨木駅（同茨木市）、大日駅（同守口市）の5駅で、それぞれ1 - 2台が置かれた。ボックス内にはフリーWi-FiやUSB充電コンセントがあり、利用にはアプリをダウンロードし会員登録を行い、目的のCHATBOXのドアをアプリから解錠する仕組みとされている 。

## 利用状況
1990年度から2020年度の年間利用者数は以下の通りである。
| 年度     | 利用者数（万人） |
| -------- | ---------------- |
| 1990年度 | 470              |
| 1991年度 | 736              |
| 1992年度 | 782              |
| 1993年度 | 837              |
| 1994年度 | 876              |
| 1995年度 | 1052             |
| 1996年度 | 1099             |
| 1997年度 | 2148             |
| 1998年度 | 2629             |
| 1999年度 | 2759             |
| 2000年度 | 2849             |
| 2001年度 | 2842             |
| 2002年度 | 2901             |
| 2003年度 | 2974             |
| 2004年度 | 3062             |
| 2005年度 | 3184             |
| 2006年度 | 3331             |
| 2007年度 | 3566             |
| 2008年度 | 3672             |
| 2009年度 | 3616             |
| 2010年度 | 3639             |
| 2011年度 | 3661             |
| 2012年度 | 3735             |
| 2013年度 | 3872             |
| 2014年度 | 3940             |
| 2015年度 | 4455             |
| 2016年度 | 4735             |
| 2017年度 | 4799             |
| 2018年度 | 4900             |
| 2019年度 | 4933             |
| 2020年度 | 3586             |

2020年度の利用者数（3586.5万人）を1日平均に換算すると、9万8260人になる。

## 民営化論議
2008年2月6日に大阪府知事に就任した橋下徹は、大阪府が出資する法人について民営化（非第三セクター化を含む）を含めた検討を行うとしていた。